# Municipio de Greensburg (Misuri)
El municipio de Greensburg (en inglés: Greensburg Township) es un municipio ubicado en el condado de Knox en el estado estadounidense de Misuri. En el año 2010 tenía una población de 400 habitantes y una densidad poblacional de 2,86 personas por km².

## Geografía
El municipio de Greensburg se encuentra ubicado en las coordenadas 40°15′32″N 92°15′35″O / 40.25889, -92.25972. Según la Oficina del Censo de los Estados Unidos, el municipio tiene una superficie total de 139.97 km², de la cual 139,17 km² corresponden a tierra firme y (0,57 %) 0,8 km² es agua.

## Demografía
Según el censo de 2010, había 400 personas residiendo en el municipio de Greensburg. La densidad de población era de 2,86 hab./km². De los 400 habitantes, el municipio de Greensburg estaba compuesto por el 99,75 % blancos, el 0,25 % eran asiáticos. Del total de la población el 0 % eran hispanos o latinos de cualquier raza.